# Ярцево (Тотемский район)
Ярцево — деревня в Тотемском районе Вологодской области.
Входит в состав Вожбальского сельского поселения, с точки зрения административно-территориального деления — в Вожбальский сельсовет.
Расстояние по автодороге до районного центра Тотьмы — 41 км, до центра муниципального образования деревни Кудринская — 5 км. Ближайшие населённые пункты — Давыдково, Ивановская, Пахтусово.
По переписи 2002 года население — 3 человека.